# Vulpera
Vulpera è una frazione del comune svizzero di Scuol, nella regione Engiadina Bassa/Val Müstair (Cantone dei Grigioni).

## Storia
Fino al 31 dicembre 2014 è stata una frazione del comune di Tarasp, che il 1º gennaio 2015 è stato accorpato al comune di Scuol assieme agli altri comuni soppressi di Ardez, Ftan, Guarda e Sent.

## Monumenti e luoghi d'interesse
- Cappella cattolica di San Giovanni Battista, eretta nel 1826[1];
- Stabilimenti termali (Waldhaus, Schweizerhof, Villa Engiadina), eretti tra la fine del XIX e l'inizio del XX secolo[1].

## Economia
Vulpera è una località di villeggiatura estiva (stazione termale sviluppatasi dagli anni 1880) e invernale (stazione sciistica sviluppatasi dal 1980).